# 増田高頼
増田 高頼（ますだ たかより、1868年7月24日（慶応4年6月5日）- 1929年（昭和4年）2月19日）は、日本の海軍軍人、士族、海兵18期。兵種は砲術科。最終階級は海軍少将。

## 経歴
佐賀県出身。肥前唐津藩の国家老、増田卓爾の次男として生まれる。1891年（明治24年）、海軍少尉候補生として比叡に乗り組む。1894年（明治27年）、海軍少尉として任官。日清戦争時には浪速分隊士として出征。主に艦隊乗組などを経て、1904年（明治37年）、海軍少佐に昇進。日露戦争の日本海海戦時には、大本営海軍部作戦班参謀（軍令部参謀）を務める。日露戦争終結後は、磐手、朝日の砲術長、武蔵の副長を経て、在清国公使館附武官補を命ぜられ、主に天津で情報収集活動に携わる。
1908年（明治41年）海軍中佐に昇進後、1912年（明治43年）帰朝し第三艦隊参謀に着任。1914年（大正3年）、海軍大佐に昇進後は、厳島、日進、朝日、安芸の艦長を歴任。1918年（大正7年）、台湾総督府海軍参謀長に就任する。1919年（大正8年）に海軍少将へ昇進し、同年、予備役へ退いた。1924年（大正13年）には後備役へ編入され、1929年（昭和4年）2月19日、肺結核のため療養中であった神奈川県茅ヶ崎市にて没。享年60。

## 逸話
- 家紋は隅立て四つ目。宇多源氏佐々木氏族六角氏流の流れを汲む。
- 海軍兵学校の2期先輩であり、同郷でもあった海軍軍人、小笠原長生と親交があった。
- 清国駐在時は、天津で身分を隠して情報収集活動を行っていたが、小笠原長生が軍服姿で訪ねてきたため、軍人であることが露見してしまい、天津を引き払った。
- 葬儀には慣例により、天皇から勅使が降されたが、弔問を辞退している。
- 神奈川県横須賀市の三笠公園にある記念艦三笠の艦内に、日露戦争終結後に撮影した参謀部の集合写真がある。この中には、同人とともに、皇后雅子の曾祖父である江頭安太郎が写っている。
- 同期である海兵18期には、後のロンドン会議全権顧問・海軍大臣である安保清種、聯合艦隊司令長官・軍令部長である加藤寛治がいる。
- 長男、次男は相次いで戦死、病没したため、三男の高俊が家督を相続するはずであったが、競馬狂いで碌に帰宅もしない有様であったため、勘当することとした。だが当時の法律では、家督相続人を勘当することはできなかったため、高俊以外の家族全員を書類上勘当し、高俊を放逐した。
- 増田家は元々曹洞宗であったが、妻の没時に曹洞宗の僧侶が見つからなかったため、その場で真言宗に改宗した。
- 高頼没時には、男子は末弟を除いて全員結婚して家を出ていたため、末弟が家を継いだ。
- 海外への赴任時には、必ず妻と末弟のみを伴っていた。

## 栄典
位階
- 1894年（明治27年）5月11日 - 正八位[1]
- 1898年（明治31年）3月21日 - 正七位[2]
- 1904年（明治37年）5月16日 - 従六位[3]

勲章
- 1901年（明治34年）11月30日 - 勲五等瑞宝章[4]
- 1906年（明治39年）4月1日 - 功四級金鵄勲章・旭日小綬章・明治三十七八年従軍記章[5]

## 家族
- 兄 増田侃（弁護士）
- 妹 宮島ツル（宮島醤油二代目社長、宮島徳太郎の妻）[6]。
- 息子 増田高俊（戦後初の競馬新聞「東京競馬新聞」を発行し、株式会社ホースニュースの設立に携わる）